# Camponotus conspicuus
Camponotus conspicuus é uma espécie de inseto do gênero Camponotus, pertencente à família Formicidae.